# ليلي إيفانوفا
«ليليانا إيفانوفا بيتروفا» (وُلدت في 24 أبريل/نيسان 1939 في مدينة كبرات) اسمها الفني ليلي إيفانوفا، هي مغنية بلغارية. عادة ما يُشار إليها بلقب «سيدة الموسيقى الشعبية البلغارية الأولى» عرفانًا بجهودها في بناء ثقافة بلغاريا.

## السيرة الذانية
وُلدت ليلي في 24 أبريل/نيسان 1939 في مدينة صغيرة تُدعى كبرات. تخرجت في كلية التمريض في فارنا وعملت بعد ذلك في التمريض لفترة قصيرة للغاية. بدأت العمل بالغناء في مطلع ستينيات القرن العشرين.
عشق الجمهور المحلي الفنانة الصاعدة آنذاك ونقل التلفاز المحلي بثًا مباشرًا لأربعة من عروضها. سُجل ألبومها الأول «أموريه تويست» في 1963. أما ألبومها الثاني فسُجل في بلغاريا في 1967 وضم 11 أغنية. سُجل ألبومها الثالث في موسكو في 1968.

## روابط خارجية
- ليلي إيفانوفا على موقع IMDb (الإنجليزية)
- ليلي إيفانوفا على موقع ميوزك برينز (الإنجليزية)
- ليلي إيفانوفا على موقع ديسكوغز (الإنجليزية)